# Australia (Howie Day)
| Recensione | Giudizio |
| ---------- | -------- |
| AllMusic   |          |

Australia è l'album d'esordio del cantautore statunitense Howie Day, pubblicato nel 2000 e ripubblicato due anni più tardi.

## Tracce
1. Sorry So Sorry – 4:34
2. She Says – 4:34
3. Secret – 3:46
4. Slow Down – 3:40
5. Ghost – 5:26
6. Kristina – 5:11
7. Everything Else – 3:21
8. More You Understand – 4:52
9. Morning After – 3:37
10. Disco – 3:48

## Formazione
- Howie Day – chitarra, tastiere, voce
- Josh Lattanzi – basso
- Steve Scully – percussioni, batteria
- Ed Valauskas – basso (in Everything Else)
- Dave Wanamaker – chitarra, voce